# Neal Barrett Jr.

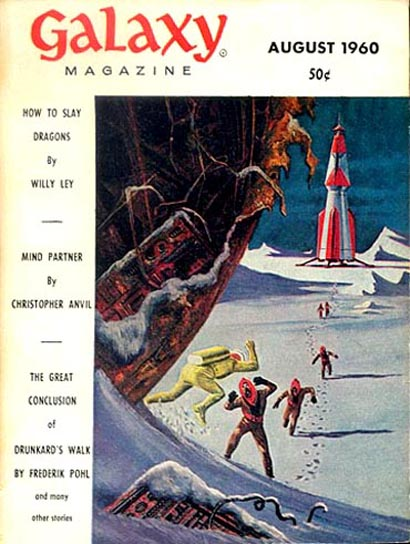
Galaxy Magazine

Neal Barrett Jr. (ur. 3 listopada 1929 w San Antonio, zm. 12 stycznia 2014) – amerykański pisarz science-fiction.
Neal Barrett Jr. urodził się w San Antonio, w Teksasie. Dorastał w Oklahoma City, gdzie ukończył szkołę powieściopisarstwa przy Uniwersytecie Oklahoma. Na początku kariery pracował w korporacyjnych działach public relations, później jako wolny strzelec. Pierwsze opowiadanie opublikował w 1960. Napisał blisko 50 powieści. Oprócz fantastyki pisywał także westerny, książki przygodowe dla młodzieży i powieści historyczne. Publikował m.in. w Omni, Galaxy i Isaac Asimov’s Science Fiction Magazine.
W Polsce najbardziej znany ze swojej postapokaliptycznej noweli Cyrk Objazdowy Słodkobiodrej Ginny (Ginny Sweethips' Flying Circus) opublikowanej w 1988, za którą został nominowany do Nagrody Hugo za najlepszą nowelę w roku 1989 oraz Nagrody Nebuli za najlepszą nowelę w roku 1988. Polskie tłumaczenie noweli ukazało się w miesięczniku Nowa Fantastyka, 12/1992 (123).